# جيري دالي
جيري دالي (بالإنجليزية: Jerry Dale)‏ هو حكم كرة قاعدة ‏ أمريكي، ولد في 3 أبريل 1933 في إيفانسفيل في الولايات المتحدة.